# U-14 (1936)
U-14 — малая подводная лодка типа IIB, времён Второй мировой войны. Заказ на постройку был отдан 2 февраля 1935 года. Лодка была заложена на верфи судостроительной компании Deutsche Werke, Киль 6 июля 1935 года под заводским номером 249. Спущена на воду 28 декабря 1935 года. 18 января 1936 года принята на вооружение и, под командованием обер-лейтенанта Виктора Эрна вошла в состав 3-й флотилии.

## История службы
Совершила 6 боевых походов, потопила 9 судов (12 344 брт). 2 мая 1945 года была затоплена в Вильгельмсхафене в рамках операции «Регенбоген».

### Первый и второй походы
30 августа 1939 года U-14 вышла из Мемеля в свой первый боевой поход, имея задачей патрулирование Балтики в районе Данцига и Борнхольма.
Возможно именно в этом походе состоялась первая атака военного судна во Второй мировой войне. 3 сентября 1939 года в 20:22 лодка атаковала польскую субмарину ORP Sęp (под командованием Владислава Саламона (пол. Wladyslaw Salamon)). Торпеда взорвалась не дойдя до цели примерно 200 м. Командир немецкой лодки обнаружил обломки (торпеды) и некоторое количество масла из поврежденных баков ORP Sęp. Пребывая в полной уверенности, он радировал о потоплении и заявил победу.
6 сентября U-14 пришла в Свинемюнде, а на следующий день отправилась в Киль, благополучно прибыв туда 8 сентября.
13 сентября 1939 года U-14 вышла из Киля во второй поход, направившись на сей раз в Северное море для патрулирования Оркнейских островов.
Проведя 17 дней в море в спокойном и непримечательном походе, 29 сентября лодка вернулась в Киль.

### Третий поход
В свой третий поход U-14 вышла лишь 17 января 1940 года, и уже под новым командованием. Выйдя из Киля лодка вынуждена была остановиться в Гельголанде, и переждать разрешения ситуации с ледовым покровом, блокировавшим Кильский канал.
20 января лодка, наконец, смогла выйти в патруль в Северное море.
25 января на расстоянии 36 морских миль (примерно 67 км) от Эймёйдена, субмарина обнаружила грузовое судно Biarritz, и, в 2:30, торпедировала его. После того, как судно быстро затонуло, на поверхности осталась лишь одна спасательная шлюпка с 19 человеками. 26 членов экипажа и 11 пассажиров (среди которых было несколько женщин) погибло. 21 выживший и три тела были подняты из воды норвежским судном Borgholm, находившимся неподалёку, а затем высажены на берег в Эймёйдене. Некоторые из пассажиров являлись моряками, получившими расчет на своих судах, и направлявшиеся домой.
В этом же инциденте U-14 получила повреждения перископа, и была вынуждена прервать патрулирование, придя 26 января в Вильгельмсхафен.

### Четвёртый поход
11 февраля 1940 года U-14 вышла из Вильгельмсхафена в дежурство в Северное море у берегов Шотландии.
12 февраля, зайдя в Гельголанд, оставила на берегу заболевшего члена команды.
15 февраля, в 23:15, U-14 обнаружила на расстоянии 50 миль (80 км) к северу от Раттрэй-Хед два парохода, идущих с конвоем. В 23:40 лодка выстрелила по второму торпедой G7e, которая, впрочем, взорвалась не дойдя до цели. Этим судном был Rhone, затонувший через две минуты, после попадания второй торпедой G7e в носовую часть в 23:55. Второй пароход — Sleipner — остановился поднять выживших и послал сигнал о помощи, но так же был атакован и потоплен попаданием торпеды G7e в носовую часть в 0:00. Через 10 минут судно полностью затонуло.
Все три спасательных шлюпки со Sleipner, были уже спущены на воду, и успели поднять 13 выживших с Rhone, однако двое из них умерли, будучи в шлюпках. Тела погибших были положены на плот, и через три для были обнаружены HMS Eclipse (H08) в районе 58°40′ с. ш. 1°05′ в. д.. Находившиеся в двух шлюпках 18 выживших со Sleipner и 11 с Rhone были спасены 9 часов спустя шведским траулером Standard, и высажены на берег в Уике. 12 выживших в третьей шлюпке были спасены ещё 3 часа спустя HMS Kipling (F91). 7 из 23 членов экипажа и 6 из 18 пассажиров (греческие моряки на пути в Данию), находившиеся на Sleipner, погибли.
15 февраля, в 21:25, U-14 на расстоянии 20 миль (32 км) к северу от Киннэрдс-Хед обнаружила и атаковала ещё два парохода. Первым был торпедирован Osmed, а десять минут спустя Liana. Оба судна затонули после одиночных попаданий торпедами G7a. На Osmed погибло 13 членов экипажа, а на Liana — 10. 7 выживших с первого судна и 2 со второго были подобраны британским траулером Loch Hope. Ещё 8 выживших на Liana, были подобраны Santos, который, в свою очередь, был атакован и потоплен U-63 24 февраля. В этой атаке погибло шестеро из команды Liana.
Во время операции Нордмарк U-14, совместно с U-22, U-23, U-57, U-61 и U-63 вела разведку возле британских баз, расположенных на Шетландских и Оркнейских островах, обеспечивая поддержку безуспешному выходу в море немецкого флота в составе линкоров Scharnhorst и Gneisenau, тяжелого крейсера Admiral Hipper против британских конвоев между Норвегией и Британией с 18 февраля по 20 февраля.
По окончании разведывательной миссии, 20 февраля, U-14 вернулась в Вильгельмсхафен.

### Пятый поход
3 марта 1940 года U-14 покинула Вильгельмсхафен в направлении южной части Северного моря
7 марта в 4:30 торпедировала одиночной G7a шедшее без эскорта нейтральное судно Vecht (под командованием П. Смита). Торпеда попала в центр корпуса, и в течение 20 минут судно затонуло. U-boat обнаружила судно тремя часами ранее, но зафиксировала, что оно не несло опознавательных знаков нейтральной стороны.
9 марта в 5:42 U-14, к северу от Зебрюгге, потопила одиночной торпедой G7e шедшее без эскорта грузовое судно Borthwick (под управлением Дж. Симпсона). Взрывом судно разломило надвое. Капитан и 20 членов экипажа были подобраны лоцманским катером Лоодсбут № 9 из Флиссингена, и, 10 марта, высажены на берег.
9 марта в 23:30 на том же месте Abbotsford (под командованием Александа Джона Ватсона (англ. Alexander John Watson)) получило от U-14 одиночную торпеду G7e, что привело к пожару на судне. Шедшее первым Akeld под командованием Дэвида Ламберта (англ. David Lambert)) развернулось, чтобы помочь торпедированному судну, но в 23:45 само получило торпеду в центр корпуса, и затонуло в считанные секунды. В 23:55 первое судно было добито ударом милосердия.
Капитаны обоих судов не пережили атаки. На Abbotsford погибло 17 членов экипажа и один стрелок. На Akeld погибло 11 членов экипажа и так же один стрелок.
11 марта субмарина вернулась в Вильгельмсхафен.

### Шестой поход
4 апреля 1940 года U-14 вышла из Вильгельмсхафен в свой последний боевой поход для поддержки сил вторжения в операции «Везерюбунг» (вторжение в Норвегию). Совместно с U-9, U-56, U-60 и U-62 составила Третью Группу.
14 апреля лодка зашла в Бремен для пополнения припасов с судна снабжения Carl Peters, а после этого патрулировала прибрежные воды Норвегии.
5 мая 1940 года по окончании похода U-14 пришла в Киль.

## Командиры
- 18 января 1936 года — 4 октября 1937 года — обер-лейтенант цур зее (с 1 октября 1936 года капитан-лейтенант) Виктор Эрн (нем. Oberleutnant zur See Victor Oehrn) (Кавалер Рыцарского Железного креста)
- 5 октября 1937 года — 11 октября 1939 года — обер-лейтенант цур зее (с 1 октября 1938 года капитан-лейтенант) Хорст Веллнер (нем. Oberleutnant zur See Horst Wellner)
- 19 октября 1939 года — 1 июня 1940 года — обер-лейтенант цур зее Герберт Вольфарт (нем. Oberleutnant zur See Herbert Wohlfarth) (Кавалер Рыцарского Железного креста)
- 2 июня 1940 года — август 1940 года — капитан-лейтенант Герхард Бигальк (нем. Kapitänleutnant Wolfgang Lüth) (Кавалер Рыцарского Железного креста)
- август 1940 года — 29 сентября 1940 года — обер-лейтенант цур зее Ганс Хейдтман (нем. Oberleutnant zur See Hans Heidtmann) (исполняющий обязанности) (Кавалер Рыцарского Железного креста)
- 30 сентября 1940 года — 19 мая 1941 года — капитан-лейтенант Юрген Кёненкамп (нем. Kapitänleutnant Jürgen Könenkamp)
- 20 мая 1941 года — 9 февраля 1942 года — обер-лейтенант цур зее Хубертус Пуркхольд (нем. Oberleutnant zur See Hubertus Purkhold)
- 10 февраля 1942 года — 30 июня 1942 года — обер-лейтенант цур зее Клаус Петерсен (нем. Oberleutnant zur See Klaus Petersen)
- 1 июля 1942 года — 20 июля 1943 года — обер-лейтенант цур зее Вальтер Кёнтопп (нем. Oberleutnant zur See Walter Köhntopp)
- 21 июля 1943 года — 1 июля 1944 года — лейтенант цур зее (с 1 октября 1943 года обер-лейтенант цур зее) Карл-Герман Бортфельдт (нем. Leutnant zur See Karl-Hermann Bortfeldt)
- 2 июля 1944 года — 6 марта 1945 года — лейтенант цур зее (с 1 октября 1944 года обер-лейтенант цур зее) Ганс-Иоахим Диркс (нем. Leutnant zur See Hans-Joachim Dierks)

## Флотилии
- 18 января 1936 года — 1 августа 1939 года — 3-я флотилия (боевая служба)
- 1 сентября 1939 года — 31 октября 1939 года — 3-я флотилия (боевая служба)
- 1 ноября 1939 года — 31 декабря 1939 года — U-Ausbildungsflottille (учебная)
- 1 января 1940 года — 1 апреля 1940 года — U-Ausbildungsflottille (боевая служба)
- 1 мая 1940 года — 30 июня 1940 года — 1-я флотилия (учебная)
- 1 июля 1940 года — 31 декабря 1940 года — 24-я флотилия (учебная)
- 1 января 1941 года — 1 марта 1945 года — 22-я флотилия (учебная)

## Потопленные суда
| Название   | Тип            | Принадлежность | Дата                 | Тоннаж (брт) | Груз                        | Судьба   | Место                          |
| ---------- | -------------- | -------------- | -------------------- | ------------ | --------------------------- | -------- | ------------------------------ |
| Biarritz   | грузовое судно | Норвегия       | 25 января 1940 года  | 1 752        | генеральный груз            | потоплен | 52°39′ с. ш. 4°15′ в. д.       |
| Sleipner   | грузовое судно | Дания          | 15 февраля 1940 года | 1 066        | уголь                       | потоплен | 58°18′ с. ш. 1°46′ в. д.       |
| Rhone      | грузовое судно | Дания          | 15 февраля 1940 года | 1 064        | уголь                       | потоплен | 58°18′ с. ш. 1°46′ в. д.       |
| Osmed      | грузовое судно | Швеция         | 16 февраля 1940 года | 1 526        | уголь                       | потоплен | квадрат AN 1853                |
| Liana      | грузовое судно | Швеция         | 16 февраля 1940 года | 1 646        | уголь                       | потоплен | квадрат AN 1853                |
| Vecht      | грузовое судно | Нидерланды     | 7 марта 1940 года    | 1 965        | в балласте                  | потоплен | 51°42′03″ с. ш. 3°14′05″ в. д. |
| Borthwick  | грузовое судно | Великобритания | 9 марта 1940 года    | 1 097        | 700 тонн генерального груза | потоплен | 51°44′ с. ш. 3°22′ в. д.       |
| Abbotsford | грузовое судно | Великобритания | 9 марта 1940 года    | 1 585        | сталь и лён                 | потоплен | 51°44′ с. ш. 3°22′ в. д.       |
| Akeld      | грузовое судно | Великобритания | 9 марта 1940 года    | 1 421        | генеральный груз            | потоплен | 51°44′ с. ш. 3°22′ в. д.       |